# Isovactis microtentaculata
Isovactis microtentaculata is een Cerianthariasoort uit de familie van de Arachnactidae. De wetenschappelijke naam van de soort is voor het eerst geldig gepubliceerd in 1964 door Leloup.